# Johan Falk: Organizatsija Karayan
Johan Falk: Organizatsija Karayan är en svensk action-thriller från 2012 med Jakob Eklund i huvudrollen. Filmen släpptes på dvd den 7 november 2012 och är den trettonde filmen om Johan Falk.

## Rollista
- Jakob Eklund - Johan Falk
- Marie Richardson - Helén Andersson
- Johan Hedenberg - Örjan Bohlin
- Mikael Tornving - Patrik Agrell
- Jonna Järnefelt - Kaie Saar
- Tobias Zilliacus - Zanco Zajkov
- Hanna Alsterlund - Nina Andersson
- Jens Hultén - Seth Rydell
- Meliz Karlge - Sophie Nordh
- Anastasios Soulis - Felix Rydell
- Philip Panov - Stefano Heldna
- Alexander Karim - Niklas Saxlid
- Mårten Svedberg - Vidar Pettersson
- Zeljko Santrac - Matte
- Christian Brandin - (Tok-) Conny Lloyd, Seths gäng
- Georgi Staykov - Madis Mägi
- Carlos Fernando - Johnny Ahmad
- Rune Temte - Piotr, byggledare
- Fredrik Dolk - Peter Kroon
- Joel Kinnaman - Frank Wagner
- Jessica Zandén - Eva Ståhlgren, chef länskrim
- Magnus Roosmann - Fredrixon, advokat
- André Sjöberg - Dick Jörgensen
- Hanna Ullerstam - Ann-Louise Rojas
- Ruth Vega Fernandez - Marie Lindell
- Jonas Bane - Bill
- Tom Lidgard - Max Agrell, Patriks son
- Lars Magnus Larsson - Försäkringsbolagets vd
- Åsa Gustafsson - Cecilia Evansson